# 11124 Mikulášek
(11124) Mikulášek, denumire internațională (11124) Mikulasek, este un asteroid din centura principală de asteroizi.

## Descriere
11124 Mikulášek este un asteroid din centura principală de asteroizi. A fost descoperit pe 14 octombrie 1996 la Observatorul Kleť de Miloš Tichý și Zdeněk Moravec
. Asteroidul prezintă o orbită caracterizată de o semiaxă mare de 2,28 ua, o excentricitate de 0,20 și o înclinație de 4,3° în raport cu ecliptica.